# Миљузо
Миљузо је насеље у Италији у округу Катанцаро, региону Калабрија.
Према процени из 2011. у насељу је живело 367 становника. Насеље се налази на надморској висини од 433 м.